# Хакль, Кристиан
Кристиан Хакль (нем. Christian Hackl, 22 января 1981, Линц) — австрийский бобслеист, разгоняющий, выступал за сборную Австрии с 2004 года по 2010-й. Участник зимних Олимпийских игр в Ванкувере, неоднократный победитель национального первенства, призёр различных этапов Кубка Европы.

## Биография
Кристиан Хакль родился 22 января 1981 года в городе Линц, федеральная земля Верхняя Австрия. С раннего детства увлекался спортом, в 2004 году начал активно заниматься бобслеем, вскоре в качестве разгоняющего прошёл отбор в национальную сборную и стал выступать на крупных международных стартах, часто показывая довольно неплохие результаты. В ноябре 2006 года дебютировал в Кубке Европы, на домашнем этапе в Иглсе занял с двойкой пятое место, а спустя две недели там же завоевал серебряную медаль за состязания четвёрок. В феврале 2007 года впервые поучаствовал в заездах взрослого чемпионата мира, на трассе швейцарского Санкт-Морица был одиннадцатым. Его дебют на этапах Кубка мира состоялся в январе 2008 года, когда на трассе в итальянской Чезане с двухместным экипажем он закрыл двадцатку сильнейших.
Благодаря череде удачных выступлений Хакль удостоился права защищать честь страны на зимних Олимпийских играх 2010 года в Ванкувере, где в составе двухместного экипажа пилота Юргена Лоакера занял восемнадцатое место. Выступал также в четвёрках, но после первой попытки их команда заняла лишь двадцать четвёртое место, и было решено отказаться от дальнейшего участия в соревнованиях. Поскольку конкуренция в сборной сильно возросла, вскоре после Олимпиады Кристиан Хакль принял решение завершить карьеру профессионального спортсмена, уступив место молодым австрийским разгоняющим.